# Torquispa
Torquispa là một chi bọ cánh cứng trong họ Chrysomelidae.
Chi này được miêu tả khoa học năm 1954 bởi Uhmann.

## Các loài
Các loài trong chi này gồm:
- Torquispa caledoniae Uhmann, 1954
- Torquispa vittigera Uhmann, 1954